# Topaz (mela)
La Topaz è una cultivar di melo ottenuta dall'incrocio tra Rubin e Vanda. È stata selezionata in Cecoslovacchia nel 1984, e si caratterizza per essere resistente alla ticchiolatura del melo.

## Caratteristiche
Il frutto è di medie dimensioni, la buccia è arancio e rosso, la polpa è molto soda ed il sapore leggermente acidulo.
Varietà autunno-invernale, viene raccolta da metà settembre e si conserva fino a gennaio (fino a marzo in cella frigorifera).